# 長島正治
長島 正治（ながしま まさじ、1929年2月6日 - 2010年5月30日）は、日本の医学者、皮膚科医。杏林大学医学部皮膚科初代教授。色素性痒疹を提唱したことで知られる。日本臨床皮膚科学会会長も務めた。

## 略歴
- 1929年2月6日 - 東京都渋谷区に生まれる。
- 1949年 - 日本歯科医学専門学校卒業。歯科医籍登録。
- 1954年 - 慶應義塾大学医学部卒業。慶應義塾大学病院で実地修練。
- 1955年 - 医籍登録。慶應義塾大学皮膚泌尿器科入局。
- 1956年 - 市立小樽病院医員。
- 1957年 - 慶應義塾大学皮膚泌尿器科帰局。
- 1960年 - 医学博士。「結節性皮膚血管炎の臨床的並びに病理組織学的研究」慶応義塾大学。[2]。
- 1961年 - 慶應義塾大学助教授。
- 1974年 - 杏林大学皮膚科教授（初代）。
- 1990年 - 杏林大学医学部付属病院長。第54回日本皮膚科学会東日本学術大会会長。
- 1994年 - 定年退職。
- 1996年 - 杏林大学名誉教授。
- 2010年5月30日 - 多発性骨髄腫のため死去[1]。
  - ほかに日本臨床皮膚科学会会長を務める。

## 色素性痒疹 Prurigo pigmentosa
- 1971年に長島が発表命名した特異的な痒みのある疾患で、日本からの報告が多いが、外国からも発表されている。最初は胸部、背部に痒みの強い紅色の丘疹の出現をみる。胸や肩に痒みの強い紅色の丘疹の出現をみる。発疹が消えた後も網状の色素沈着を残す。発疹は発作性に生じ繰り返すことが多く、色素沈着もその度に増強する。原因は不明である。この疾患は世界的に認められてきた。
- 最初の論文：長島正治ら:日本皮膚科学会雑誌　1971:81:78-91.
- 英文の論文：Nagashima M: Prurigo pigmentosa- Clinical observations in 14 cases. J Dermatol 1978:5:61-7.

## 角化症研究
- 従来日本で報告のあるMeleda病はMeleda島で多発する疾患とは異なると考え報告した[3]。これは長島型掌蹠角化症（ながしまがたしょうせきかくかしょう）"Nagashima-type Palmoplantar Keratosis" として、独立疾患として認められるようになった。